# 401-es főút (Magyarország)
A 401-es számú főút Cegléd külterületén található a várostól keletre Abony felé. Hossza 1,2 km.

## Története
A 4-es számú elsőrendű és a 40-es számú másodrendű főutakat kötötte össze egymással. Számozását a 4-es főút Abony elkerülő szakaszának megépítését követően kapta 2005-ben. Nyomvonala eredetileg része volt a 4-es főút Albertirsa - Ceglédbercel - Cegléd elkerülő szakaszának, egészen az abonyi elkerülő megépítéséig. A 4-es főút 2x2 sávos bővítésével az elkerülő nyomvonalán 2020-ra kiépült az M4-es autóút egészen Abonyig. Ezzel együtt a 40-es főút visszakapta a régi 70-es évekbeli 4-es számozását. A rövid 401-es főút ezt követően is megtartotta jelölését, gyakorlatilag csomóponti ágként üzemel az M4-es autóút és a 4-es főút között. 